# Leslie Lamport
Leslie Lamport (* 7. února 1941 v New Yorku) je matematik a informatik ze Spojených států amerických, původní autor sázecího systému LaTeX.
Narodil se v roce 1941 v New Yorku, titul bakaláře získal na Massachusettském technologickém institutu v roce 1960 a pak získal titul magistra v roce 1963 a Ph.D. v roce 1972 na Brandeisově univerzitě. Pracoval pak v Massachusetts Computer Associates v letech 1970 až 1977, v SRI International v letech 1977 až 1985, v Digital Equipment Corporation a Compaqu v letech 1985 až 2001. V roce 2001 nastoupil do Microsoft Research.
V roce 2005 získal jeho článek „Reaching Agreement in the Presence of Faults“ Dijkstrovu cenu. Od roku 2011 je členem Národní akademie věd Spojených států amerických. V roce 2014 mu byla za přínos ke spolehlivosti a konzistenci počítačových systémů udělena Turingova cena.